# Co.Ro
Le groupe Co.Ro est un duo de musique dance italien composé des producteurs Emmanuel Cozzi et Maurizio Rossi.

## Historique
Le nom du groupe Co.Ro provient des premières lettres des noms des deux producteurs Cozzi et Rossi.
En 1992, ils reprennent le titre Because The Night, la chanson créée par Bruce Springsteen et interprétée à l'origine par Patti Smith, et ajoutent quelques samples de Master and Servant du groupe Depeche Mode. Le titre, réalisé avec la participation de la chanteuse Taleesa et du producteur Massimo Gabutti (qui produira Eiffel 65 en 1999), obtient du succès en France : au Top 50, il atteint la 6e place et reste classé 24 semaines.
Viennent ensuite les singles There's Something Going et Temptation en 1993, aidant à la popularité du groupe.
Ils sortirent par la suite un autre titre 4 your love, qui restera beaucoup plus confidentiel.